# Drogen (Schmölln)
Drogen ist ein Ortsteil der Stadt Schmölln im thüringischen Landkreis Altenburger Land. Die Gemeinde Drogen mit dem Ortsteil Mohlis wurde am 1. Januar 2019 nach Schmölln eingemeindet.

## Geografie

### Nachbarorte
Angrenzende Orte sind Mohlis, Gimmel, Trebula, Nödenitzsch und Wildenbörten.

## Geschichte
Drogen gehörte zum wettinischen Amt Altenburg, welches ab dem 16. Jahrhundert aufgrund mehrerer Teilungen im Lauf seines Bestehens unter der Hoheit folgender Ernestinischer Herzogtümer stand: Herzogtum Sachsen (1554 bis 1572), Herzogtum Sachsen-Weimar (1572 bis 1603), Herzogtum Sachsen-Altenburg (1603 bis 1672), Herzogtum Sachsen-Gotha-Altenburg (1672 bis 1826). Bei der Neuordnung der Ernestinischen Herzogtümer im Jahr 1826 kam der Ort wiederum zum Herzogtum Sachsen-Altenburg.
Nach der Verwaltungsreform im Herzogtum gehörte Drogen bezüglich der Verwaltung zum Ostkreis (bis 1900) bzw. zum Landratsamt Ronneburg (ab 1900). Das Dorf gehörte ab 1918 zum Freistaat Sachsen-Altenburg, der 1920 im Land Thüringen aufging. 1922 kam es zum Landkreis Altenburg.
Am 1. Juli 1950 wurde Mohlis nach Drogen eingemeindet. Bei der zweiten Kreisreform in der DDR wurden 1952 die bestehenden Länder aufgelöst und die Landkreise neu zugeschnitten. Somit kam die Gemeinde Drogen mit dem Kreis Schmölln an den Bezirk Leipzig, der seit 1990 als Landkreis Schmölln zu Thüringen gehörte und bei der thüringischen Kreisreform 1994 im Landkreis Altenburger Land aufging. Seit dem 1. Januar 1992 gehörte die Gemeinde Drogen der Verwaltungsgemeinschaft Altenburger Land an.
Am 1. Januar 2019 wurde die Gemeinde Drogen nach Schmölln eingemeindet. Die Verwaltungsgemeinschaft Altenburger Land wurde aufgelöst.

### Einwohnerentwicklung
Entwicklung der Einwohnerzahl (Stand jeweils 31. Dezember):
| - 1994: 159 - 1995: 166 - 1996: 177 - 1997: 181 - 1998: 177 - 1999: 176 | - 2000: 175 - 2001: 164 - 2002: 173 - 2003: 167 - 2004: 169 - 2005: 170 | - 2006: 165 - 2007: 164 - 2008: 157 - 2009: 152 - 2010: 146 - 2011: 146 | - 2012: 138 - 2013: 131 - 2014: 125 - 2015: 131 - 2016: 127 - 2017: 123 |

## Politik

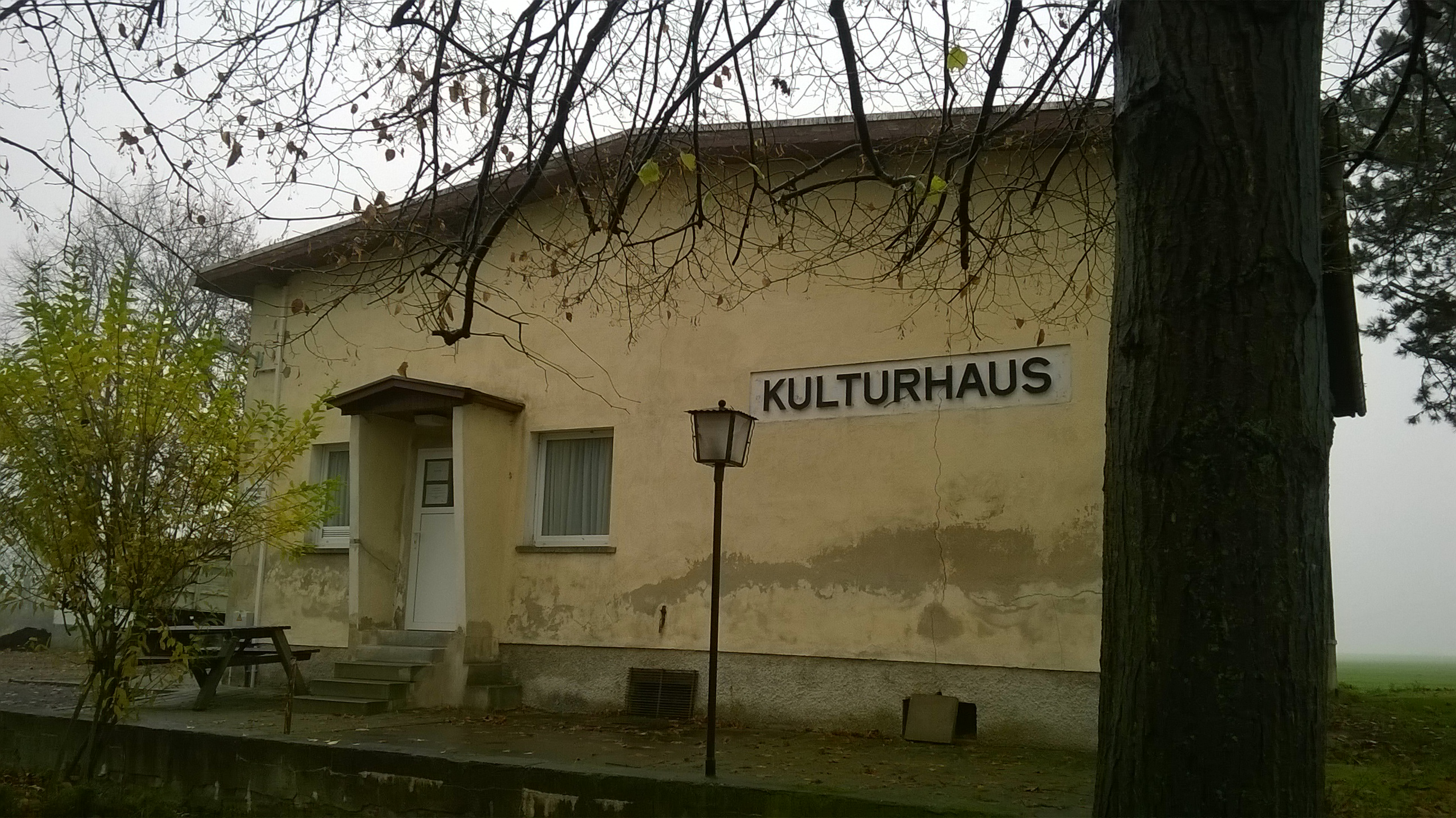
Das ehemalige Kulturhaus wird heute von der Gemeindeverwaltung genutzt

### Gemeinderat
Die Zusammensetzung des aus sechs Mitgliedern bestehenden Gemeinderats wurde bei der Gemeinderatswahl am 15. März 2015 mit einer Wahlbeteiligung von 53,2 % (−9,6 %p) bestimmt. Alle Kandidaten sind listenunabhänig.

### Bürgermeister
Frühere Bürgermeister waren bis 1999 Barbara Kadur, bis 2002 Andreas Zippel und bis 2015 Christine Helbig. Am 15. März 2015 wurde Carmen Meister mit 61,8 % der Stimmen und einer Wahlbeteiligung von 53,2 % (- 6,5 %p) in das Amt gewählt.

## Ortstafeln

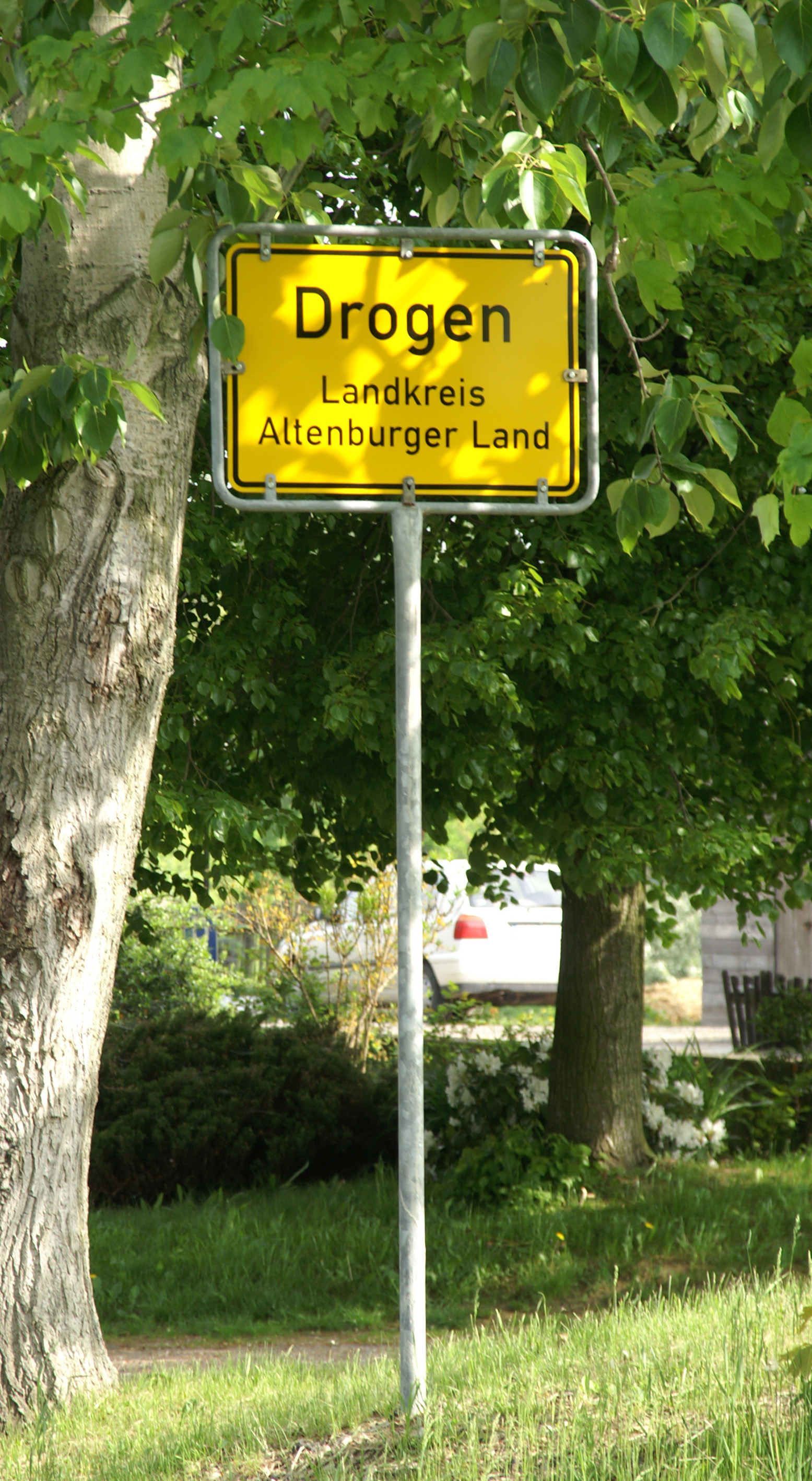
Ortstafel „Drogen“

Ähnlich wie im österreichischen Ort Fucking (bis zu seiner Umbenennung im Jahr 2021) sind wegen des außergewöhnlichen Ortsnamens auch die Ortstafeln von Drogen in den vergangenen Jahren immer wieder gestohlen worden. Um erneuten Diebstahl zu verhindern, wurden die erneuerten Tafeln – wie alle anderen Ortstafeln und Wegweiser im Landkreis – nunmehr in rund zwei Metern Höhe angebracht. Jedoch wurden auch diese wieder mehrfach entwendet, was zu erheblichen Kosten für die Gemeinde geführt hat. Durch die MDR-Sendung Mach dich ran wurden 2012 in einer Tagesaufgabe neue, vermeintlich diebstahlsichere Ortstafeln für den Ort organisiert und kostenlos zur Verfügung gestellt. Auch das war nicht von Dauer.